# Simone Hirschler
Pour les articles homonymes, voir Hirschler.
Simone Rose Hirschler, née Lévy le 8 novembre 1911 à Mulhouse et morte au camp d'Auschwitz le 27 avril 1944, est l'épouse et la collaboratrice de René Hirschler, grand rabbin de Strasbourg et du Bas-Rhin.

## Biographie
Elle est la fille ainée de Paul Lévy, propriétaire d'une entreprise de recyclage de textiles en gros, et Berthe Coblenz. Avec sa famille et son frère Francis, elle habite  rue de Modenheim à Illzach. Peu pratiquante, la famille est attachée au judaïsme,.
À 18 ans, au sein du groupe des Éclaireurs israélites de France, elle fait la connaissance de René Hirschler, le benjamin du rabbinat français. Il a 23 ans et cherche à regrouper la jeunesse de la communauté et à l'instruire dans le domaine de la foi et de la culture. Simone Lévy devient sa secrétaire et sa collaboratrice,.
En septembre 1930, il  crée avec elle Kadimah, bulletin bimensuel pour les communautés israélites de Mulhouse et du Haut-Rhin. Des écrivains et artistes juifs de la région et d'ailleurs y collaborent par la suite. Dès le second numéro, Simone Lévy publie, en fin de bulletin, le premier de ses contes pour enfant à même de transmettre les valeurs juives à travers des récits imagés qu'elle signe « Grande Sœur »,,.
Le 2 février 1933, elle épouse René Hirschler. Le couple aura 3 enfants : Miriam Oppenheimer le 17 février 1934, Josseline Norych le 8 mai 1935 et Alain Hirschler le 29 novembre 1938,,.

En décembre 1936, Simone Hirschler donne une conférence sur le thème « Féminisme et Judaïsme » en posant la question de savoir si les femmes qui jouent un rôle public demeurent dans le judaïsme. Elle y répond positivement et conclut que ,:

« La doctrine juive n’est pas féminine s’il s’agit de faire des femmes d’autres hommes ; elle est féministe quand elle défend la cohésion de la famille, la dignité de la mère et qu’elle assigne à la femme un rôle éminent dans la société. »

En 1939, René Hirschler est nommé grand-rabbin de Strasbourg et du Bas-Rhin mais la guerre éclate et il est mobilisé. Les civils alsaciens sont évacués dans les régions du Centre, de l'Ouest et du Sud de la France. Simone Hirschler s'installe en Bretagne avec ses trois enfants,.
Après l'armistice, le grand-rabbin René Hirschler est aussi nommé aumônier général des camps d'internement. Il visite les internés et son épouse l'assiste dans ses lourdes tâches tant morales que matérielles. Celles-ci impliquent de nombreux déplacements dans les conditions dangereuses, avec le risque d'être arrêtés. Simone qui pénètre dans des lieux de détention entourés de barbelés, est  forcément consciente des risques. Elle qui pourrait se cacher choisit de seconder son mari auprès de milliers de personnes juives de différentes générations, femmes enceintes et personnes âgées qui attendent visites, colis alimentaires, lettres, vêtements et aide spirituelle. Simone Hirschler utilise aussi son sens de la diplomatie auprès des fonctionnaires de Vichy,,.
Au printemps 1943, la nourriture dans les camps est insuffisante. Simone Hirschler a l'idée de trouver pour chaque interné un parrain qui s'engage à lui envoyer un colis par mois. Elle arrive, malgré les difficultés, à convaincre un millier de parrains,,.

Le 22 décembre 1943, le couple est arrêté à Marseille. Leur dernière adresse est au 65, boulevard des Vagues. En janvier 1944, Simone Hirschler et son mari sont transférés au camp de Drancy. Ils sont déportés le 3 février 1944 par le convoi no 67 au camp d'Auschwitz. Simone est dirigée à l'annexe Auschwitz II (Birkenau) où elle est employée à de durs travaux de terrassement. Epuisée, elle est envoyée au Revier (« infirmerie »). Elle y apprend qu'elle est sélectionnée pour la chambre à gaz et réussit à faire parvenir un mot d'adieu à son mari :

« Reste fort comme je demeure forte ; nous nous verrons dans l'au-delà »

Simone Hirschler est gazée le 27 avril 1944,.
Ses trois enfants ont survécu à la guerre, d'abord cachés à Combloux puis Saint-Gervais (Haute-Savoie) et enfin à La Bourboule, dans la pension Villa Gracieuse de Georges et Marie-Louise Mazeau qui ont reçu à titre posthume la médaille des Justes.

## Reconnaissance
Elle est déclarée « Morte pour la France ».
En 2022, une Place Simone et René Hirschler est inaugurée à Mulhouse.

## Distinctions
Croix de guerre 1939–1945 avec étoile d'argent avec la citation suivante :

« Participa à tout le travail de son mari, travail de résistance et travail social, fit preuve du même esprit d'initiative et de la même ardeur patriotique que lui. Venait de se séparer de ses enfants pour pouvoir s'adonner plus complètement encore à sa tâche quand elle fut arrêtée par la Gestapo dans des conditions de brutalité inouïe et déportée. Sa conduite admirable ne se démentit pas dans les camps de concentration où elle sut relever le courage de ses codétenues. Magnifique exemple de grandeur d'âme. »

— Général Pierre Dejussieu-Pontcarral

## Œuvre
- Simone Hirschler (ill. Anne Rothschild), Le mariage merveilleux et autres contes d'Israël, Lichma Editions, décembre 2009 (ISBN 978-2-912553-18-8) — L'ouvrage reprend les contes de Simone Hirschler pour enfants édités dans Kadimah.